# 欧多克斯
欧多克斯（法語：Audaux，法語發音：[odoks]）是法国大西洋比利牛斯省的一个市镇，属于奥洛龙-圣玛丽区。

## 地理
欧多克斯（43°21'30"N, 0°47'31"W）面积7.33 平方千米，位于法国新阿基坦大区大西洋比利牛斯省，该省份为法国东南部省份，涵盖了贝阿恩与北巴斯克，西临大西洋比斯開灣，北至朗德省，东北接热尔省，东临上比利牛斯省，南与西班牙接壤。
与欧多克斯接壤的市镇（或旧市镇、城区）包括：奥桑克斯、阿罗瑞宗、阿罗、比年、卡斯泰特邦、卢比安、维耶勒纳沃-德纳瓦朗克斯。
欧多克斯的时区为UTC+01:00、UTC+02:00（夏令时）。

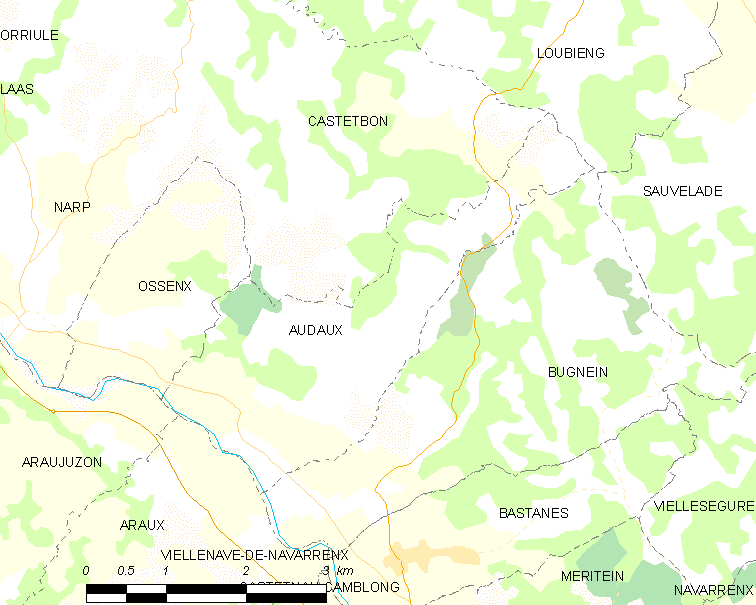
欧多克斯的OSM定位图

## 行政
欧多克斯的邮政编码为64190，INSEE市镇编码为64075。

## 政治
欧多克斯所属的省级选区为贝阿恩中心县。

## 人口

1962-2008年间欧多克斯人口变化图示

欧多克斯于2022年1月1日时的人口数量为168人。